# Léon Giraud
Léon Giraud est un personnage de La Comédie humaine d’Honoré de Balzac. Il fait partie du « bocal aux grands hommes » (le Cénacle), rue des Quatre-Vents, où se retrouvent des intellectuels intègres. Ami de Joseph Bridau et de Michel Chrestien, il est fortement engagé en politique. Dès 1821, dans Illusions perdues, sa philosophie prône la fin du christianisme et de la famille. Il est le chef de file d'une politique morale et sincère. Il dirige alors un journal d'opposition et il fréquente la famille Bridau dans La Rabouilleuse.
C'est après la révolution de Juillet que commence pour lui une carrière politique importante. À partir de 1832, il est maître des requêtes, puis conseiller d'État.
Il obtient cette même année les honneurs funèbres pour son ami Michel Chrestien, mort rue Saint-Merri, pendant l'insurrection républicaine de juin 1832.
En 1845, dans Les Secrets de la princesse de Cadignan et Les Comédiens sans le savoir, il siège à la chambre avec le centre gauche.